# Panegialios FC
El Panegialios FC (en griego: Παναιγιάλειος Γ.Σ.) es un equipo de fútbol de Grecia que juega en la Liga Regional de Achaia, la cuarta liga de fútbol más importante del país.

## Historia

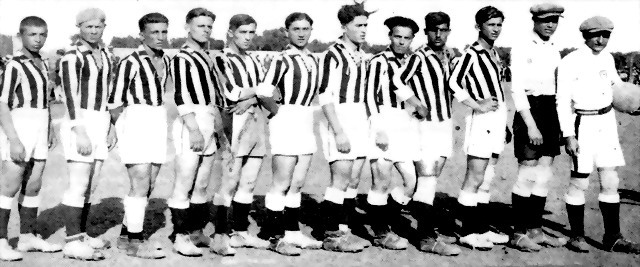
Equipo de 1927.

Fue fundado el 25 de febrero de 1927 en la subprefectura de Aigialeia, al noroeste de Achaia en Aigio. La creación del club se debe al luchador de lucha grecorromana y pintor al óleo Zisimos Livas y a los químicos Christos Papaioannou, Sotiris Liaromatis, Dinos Triantafyllou entre otros. Un poco más tarde se uniría el también químico Sotiris Panagiotopoulos. Este último sería más tarde presidente del club.
En la década de 1950 es apodado como  la Tormenta Negra

## Palmarés
- Delta Ethniki: 3

2006/07, 2008/09, 2011/12

## Jugadores

### Jugadores destacados
- Nikos Alefantos
- Savvas Papazoglou
- Grigoris Aganian
- Thanasis Kritikos
- Nikos Karamanlis
- Kostas Davourlis
- Kristen Viikmäe
- Armando Goufas